# 歩兵第28連隊
歩兵第28連隊（ほへいだい28れんたい、歩兵第二十八聯隊）は、大日本帝国陸軍の連隊のひとつ。

## 沿革
- 1899年（明治32年）、北海道札幌郡月寒村（現・札幌市豊平区）にて第1大隊が編成される
- 1900年（明治33年）
  - 11月15日、連隊本部が上川郡旭川町に新設された旭川衛戍地に開庁[1]
  - 12月22日、第122代天皇睦仁（明治天皇）より軍旗拝受
- 1904年（明治37年）、日露戦争に従軍、奉天会戦で連隊長が捕虜となる
- 1915年（大正4年）12月、三毛別羆事件の討伐隊に将兵30名を派出
- 1917年（大正6年）4月、満州駐剳
- 1918年（大正7年）9月、シベリア出兵に従軍
- 1919年（大正8年）、帰還
- 1932年（昭和7年）、満州事変に出動
- 1933年（昭和8年）、万里の長城付近での作戦に参加する
- 1937年（昭和12年）、日中戦争勃発
- 1938年（昭和13年）、満州駐剳
  - 7月、張鼓峰事件に出動するも停戦となる
- 1939年（昭和14年）、ノモンハン事件に参加、連隊は壊滅的打撃を負う
- 1942年（昭和17年）
  - 8月、本連隊を基幹とする一木支隊はグアム島にてガダルカナル島の飛行場奪還の命令を受ける
  - 8月16日、ガダルカナル島に上陸する
  - 8月21日、イル川渡河戦で支隊長以下第1梯団は壊滅する
  - 第2梯団も攻撃に失敗した後は飢餓に陥り、戦場を彷徨いながら撤退部隊の最後尾部隊としてブーゲンビル島経由で旭川に帰還。この出征の最中、連隊旗を奉焼する
- 1944年（昭和19年）1月31日、東京都麹町区（現・千代田区）の宮城で軍旗親授式が行われ、第124代天皇裕仁（昭和天皇）より歩兵第29連隊とともに軍旗を再度拝受[2]。以後は北海道東部の警備に就く
- 1945年（昭和20年）9月3日、北見市に移転した連隊本部にて軍旗奉焼。本連隊は46年に及んだ栄光の歴史に終止符を打った。

## 歴代連隊長
| 代 | 氏名       | 在任期間               | 備考               |
| -- | ---------- | ---------------------- | ------------------ |
| 1  | 深谷又三郎 | 1900.10.31 - 1902.1.21 | 中佐               |
| 2  | 村上正路   | 1902.1.21 -            | 中佐、1904.7.大佐  |
| 3  | 奥田正忠   | 1905.4.16 - 1906.9.9   |                    |
| 4  | 小池安之   | 1906.9.9 - 1908.4.29   | 中佐、1907.11.大佐 |
| 5  | 山本延身   | 1908.4.29 - 1910.1.1   |                    |
| 6  | 足達亀治   | 1910.1.1 - 1912.12.10  |                    |
| 7  | 及部盛種   | 1912.12.10 - 1913.8.22 |                    |
| 8  | 神頭勝弥   | 1913.8.22 - 1916.3.10  |                    |
| 9  | 福田栄太郎 | 1916.3.10 -            |                    |
| 10 | 有岡杢太郎 | 1919.7.25 -            |                    |
| 11 | 辰巳富吉   | 1923.8.6 -             |                    |
| 12 | 前川米太郎 | 1926.3.2 -             |                    |
| 13 | 佐藤直     | 1928.12.28 -           |                    |
| 14 | 石井豊吉   | 1931.8.1 -             |                    |
| 15 | 秋山充三郎 | 1933.3.18 -            |                    |
| 16 | 春見京平   | 1936.3.7 -             |                    |
| 17 | 中島吉三郎 | 1938.1.20 -            |                    |
| 18 | 芦塚長蔵   | 1939.3.9 -             |                    |
| 19 | 金岡正忠   | 1939.12.1 -            |                    |
| 20 | 一木清直   | 1941.7.25 - 1942.8.21  | 戦死               |
| 21 | 松田教寛   | 1943.1.21 -            |                    |
| 末 | 新井花之助 | 1944.1.7 -             |                    |